# پولس، حواری مسیح
پولس، حواری مسیح (به انگلیسی: Paul, Apostle of Christ)، یک فیلم درام آمریکایی محصول ۲۰۱۸ است که توسط اندرو هیت نویسندگی و کارگردانی شده‌است. در این فیلم جیمز فاکنر، به عنوان پولس و جیم کاویزل به عنوان لوقای مقدس ایفای نقش کرد.
این فیلم داستان پولس را روایت می‌کند، که قبل از روی آوردن وی به مسیحیت به عنوان یک مسیحی آزار شناخته می‌شد. این توطئه در تبدیل شدن به چهره محوری در شکل‌گیری کلیسای اولیه قبل از اعدام امپراتور نرون در رم، مورد توجه قرار گرفته‌است.
فیلم‌برداری اصلی در سپتامبر سال ۲۰۱۷ در مالت آغاز شد؛ و در ۲۳ مارس ۲۰۱۸ توسط سونی پیکچرز منتشر شد

## داستان
لوقا (لوک) مبلغ دین مسیح و پزشک یونانی با وجود آزار و اذیت مسیحیان توسط امپراتور نرون، به‌طور پنهانی وارد روم می‌شود. وی توسط سایر جوامع مسیحی در خارج از شهر فرستاده شده‌است تا با پریسیلا و آکویلا، رهبران جامعه پنهان مسیحی در رم ملاقات کند. آکویلا و پریسیلا در حال حاضر در حال بحث و گفتگو درمورد ماندن در رم و امید دادن به سایر مسیحیان یا ترک شهر با اجتماع خود و جلوگیری از مرگ حتمی هستند.
پولس مقدس، به دلیل قدرتمند بودن در مقام رهبر مسیحی که او را تهدیدی برای قدرت نرون قرار داده‌است، زندانی شده‌است. موریتیوس گالوس، بخشدار جدید زندان، پولس را به سوزاندن نیمی از روم متهم می‌کند و با حکم نرون، وی را به اعدام محکوم می‌کند. پس از ملاقات با آکویلا و پریسیلا، لوقا مخفیانه به درون زندان می‌رود و با پولس خسته دیدار می‌کند. هر دو موافق هستند که زمان پولس در روی زمین به پایان رسیده‌است و بنابراین لوقا، او را متقاعد می‌کند تا داستانی از چگونگی تبدیل پولس که قبلاً به عنوان شائول تارسوس شناخته می‌شد، به یکی از بزرگترین رهبران مسیحیت بنویسد. اگرچه موریتیوس فهمید که لوقا با کمک رومیان بلندپایه وارد زندان شده‌است، اما به وی اجازه می‌دهد تا پولس را بدون دغدغه ملاقات کند.
پولس داستان گذشته خود را نقل می‌کند: به عنوان شائول تارسوس، پسری یهودی، او تحت تأثیر رویکرد رهبران خود قرار گرفت و سنت استفان را به شهادت رساند. شائول عهد کرد که همه مسیحیان را در سراسر جهان نابود کند تا روزی که او به همراه برادران خود به دمشق رفت. او از سوی خدا نابینا شد و صدای مسیح را شنید که چرا شائول او را آزار می‌دهد؟ این رویداد به همراه ملاقات شائول با آنانیاس، شاگرد مسیح، او را چنان عمیق فرو برد که از اعمال خود توبه کرد. آنانیاس او را به نام خداوند تعمید داد، که باعث شد تا شائول نام سابق خود را رد کند و پولس شود.
جامعه مسیحی همچنان متحمل ضرر می‌شود و کاسیوس مسیحی که پسر عموی خود را در آزار و شکنجه از دست داد، با جدیت خواستار انتقام مسیحیان از رومیان است. لوقا به کاسیوس می‌گوید که پولس هرگز انتقام نگرفت یا آرزوی بیمار کردن کسی که به او آسیب رساند را نکرد ولی پس از مشاهدهٔ ظلم و بربریت رومی‌ها، لوقا در دل احساس نیاز به قصاص می‌کند.
پولس به لوقا می‌گوید که عشقی که مسیح برای آن مُرد، تنها راه مقابله با این شر است. با الهام از این سخنان، لوقا قول پولس را دریافت که فیض و قدرت تحمل را خواهد داشت.
موریتیوس که دختری بیمار دارد، با وجود دعاهای بسیار به خدایان رمی و قربانی‌های فراوان همچنان جوابی نمی‌یابد، با شنیدن شهرت پولس به عنوان واعظ و معجزه گر، با پولس صحبت می‌کند و نگرانی‌های خود را دربارهٔ دختر بیمار خود بیان می‌کند. پولس پیشنهاد می‌کند که لوقا به کمک او برود، اما موریتیوس اجازه نمی‌دهد که یک مسیحی را در خانه خود راه بدهد. علاوه بر این، موریتیوس اعتقاد دارد که او و پولس قصد فرار از زندان را دارند تا بتوانند قیامی را علیه رم انجام دهند.
کاسیوس، امور را به دست خود می‌آورد و با آوردن یک گروه مسلح از مردان برای حمله به زندان و سعی می‌کند تا پولس را آزاد کند اما، پولس تلاش آن‌ها را رد می‌کند و می‌گوید مسیح قبلاً بر صلیب پیروز شده‌است، کاسیوس و دیگران قبل از رسیدن نگهبانان فرار می‌کنند. موریتیوس با عصبانیت پولس و لوقا را به توطئه برای فرار، متهم می‌کند و لوقا را با سایر مسیحیان زندانی می‌کند. لوقا پس از محکوم کردن به سیرک نرون، زندانیان دیگر را به دعا دعوت می‌کند و از خداوند می‌خواهد که اسیران را برای اعدام قریب‌الوقوع خود ببخشد.
موریتیوس سرانجام لوقا را برای نجات جان دخترش به خانه خود می‌آورد، لوقا موریتیوس را برای تهیه تجهیزات مورد نیاز برای بهبودی کودک به محل اخفای آکویلا و پریسیلا می‌فرستد، موریتیوس به تنهایی به مخفیگاه آنان می‌رود و از آنها کمک می‌خواهد. اگرچه در ابتدا از یک بخشدار رومی محتاطانه می‌ترسیدند، اما در نهایت منابع مورد نیاز را به موریتیوس می‌دهند. لوقا با اقلام تحویل داده شده، از مهارتهای درمانی خود به عنوان پزشک برای معالجه دختر استفاده می‌کند.
با اینکه دخترش بالاخره دوباره سالم شد، موریتیوس زندگی لوقا را نجات می‌دهد و دوستی اش را با پولس به خاطر مهربانی و دلسوزی ادامه می‌دهد. اگرچه موریتیوس از کشته شدن مسیحیان در این عرصه پشیمان است، اما پولس امیدوار است که موریتیوس روزی بتواند مسیح را بشناسد. پولس و لوقا ابراز عقیده دارند که همه دنیا مسیحیان را با عشق می‌شناسند و آنها دوباره ملاقات خواهند کرد. آکویلا و پریسیلا و دیگر مسیحیان، در آخر تصمیم گرفتند که روم را ترک کنند و نوشته‌های تکمیل شده لوقا را به تیموتی تحویل دهند و اطمینان حاصل کنند که اعمال حواریان در سراسر جهان گفته خواهد شد و دوباره بازگو می‌شوند.
لوقا برای ادامه تبلیغ مسیحیت در رم می‌ماند. با فرار مسیحیان به حومه شهر، پولس در خارج از زندان اسکورت می‌شود تا بعد از دیدن لوقا، اعدام شود. موریتیوس دست پولس را در یک ژست نهایی برای حسن نیت و احترام تکان می‌دهد. در حالی که اعدام پولس در حال انجام است، او به تیموتی روایت می‌کند که می‌گوید خدا را شکر می‌کند که جنگ خوبی را پشت سر گذاشت، مسابقه را تمام کرد و ایمان را حفظ کرد. صحنه آخر، ورود پولس به بهشت را نشان می‌دهد، زیرا جمعی از مردم با خوشحالی از وی استقبال می‌کنند، از جمله همه کسانی که وی زمانی مورد آزار و اذیت و کشته شدن قرار می‌داد و در آخر صحنه او در حال قدم زدن به سمت عیسی و پر از آرامش است.

## بازیگران
- جیمز فاکنر به عنوان پولس[۳] (پل)
  - یورگوس کرمیهاوس به عنوان شائول تارسوس، یعنی پولس قبل از مسیحی شدن[۴]
- جیم کاویزل به عنوان لوقا (لوک)
- الیویه مارتینز به عنوان موریتیوس، بخشدار زندان
- آنتونیا کمپبل- هیوز به عنوان ایرنیکا، همسر موریتیوس
- جوآن والی به عنوان پریسیلا، همراه پولس و همسر آکویلا[۵]
- جان لینچ به عنوان آکویلا، همراه پولس و شوهر پریسیلا
- نوا هانتلی به عنوان پابلیوس
- الساندرو اسپردوتی به عنوان کاسیوس

## مضامین
در مصاحبه با ورایتی، تی. جی بردن گفت که یکی از اصلی‌ترین مضامین فیلم بخشش است: "پولس از قتل مسیحیان، به یکی از تأثیرگذارترین رهبران آنها تغییر یافت. زندگی او "بخشش" را به تصویر می‌کشد، مفهومی که امروزه تقریباً غیرممکن به نظر می‌رسد - اما به شدت مورد نیاز است. "

## تولید

### فیلمبرداری
به گفته یورگوس کرمیهاوس، کارگردان و تهیه‌کننده، از هنرپیشه‌ها خواستند که «تا حد امکان معتبر و احشایی باشند تا واقعی باشند» و نه اینکه حساسیت‌های گروه‌های مختلف مذهبی را در نظر بگیرند.
فیلمبرداری در مکانی در مالت انجام شد. جزیره سنت پولس در مالت به مکانی معروف است که پولس و لوقا در هنگام عزیمت به رم در آنجا گشتند. کرمیهاوس مالت را به عنوان «یکی از عجیب‌ترین مکان‌هایی که تاکنون در زندگی ام دیده‌ام - پیدا کرده‌است» توصیف می‌کند و آن را به عنوان «ترکیبی عجیب از آفریقا، آسیا و اروپا» می‌خواند.

## انتشار
پولس، حواری مسیح در ابتدا قرار بود روز چهارشنبه قبل از عید پاک، در ۲۸ مارس ۲۰۱۸، توسط افریم فیلمز منتشر شود ولی تاریخ اکران این فیلم به ۲۳ مارس ۲۰۱۸ منتقل شد. این فیلم در تاریخ ۱۲ ژوئن ۲۰۱۸ بر روی سیستم عامل‌های دی وی دی، Blu-ray و سیستم عامل‌های دیجیتال منتشر شد.

## پذیرایی

### گیشه فروش
پولس، حواری مسیح ۱۷٫۶ میلیون دلار در ایالات متحده و کانادا و ۵٫۴ میلیون دلار دیگر در سرزمین‌های دیگر با ۲۳ میلیون دلار در کل، در برابر بودجه تولید ۵ میلیون دلار درآمد کسب کرد.

### پاسخ انتقادی
در راتن تومیتوز، این فیلم دارای رتبه تأیید ۴۶٪ بر اساس ۳۵ بررسی و میانگین امتیاز ۵٫۶ / ۱۰ است. اجماع انتقادی وب سایت می‌نویسد: «پولس، حواری مسیح تفسیری خوب و در عین حال ناامیدکننده پراکنده از یک داستان کتاب مقدس را اثبات می‌کند که فلاش‌های احتمالی هرگز نزدیک به زندگی با منبع منبع نمی‌شود.» در متاکریتیک، فیلم براساس ۱۰ منتقد، میانگین نمره متوسط ۵۲ از ۱۰۰ را دارد، که نشانگر «بررسی‌های ترکیبی یا متوسط» است. مخاطبان نظرسنجی شده توسط سینماسکور به درجه متوسط "A-" در مقیاس A + تا F دادند.
ریچارد روپر از شیکاگو سان-تایمز به این فیلم ۳ از ۴ ستاره داد و گفت: "این یک داستان بسیار خوب، صحنه دار، با فکر و وفادار از آخرین روزهای حواری پولس است - و چگونگی این که لوقا دوباره زندگی خود را به خطر انداخت و دوباره به ملاقات استاد بزرگش در زندان و تهیه کتبی از تجربیات و آموزه‌های زندگی پولس کرد. "
آن هورنادای از واشینگتن پست به این فیلم از ۴ ستاره، امتیاز ۳ داد و اجراهای فاکنر و کاویزل تشویق کرد و فیلم را تصویری "مربوط - و الهام بخش" به تصویر کشیدن استوار بودن اصولی و یکپارچگی معنوی در مواجهه با یک رهبر خردمند، فاسد و استبدادی خواند. "
تاد مک‌کارتی از هالیوود ریپورتر نوشت: این فیلم "اشتیاق گمشده" بود و نوشت: "زندگی مأموریت مهم پولس همه چیز را برای یک فیلم قدرتمند لازم دارد، اما فیلمسازان بخش اشتباهی از زندگی او را برای نمایشی از پولس انتخاب کردند. "
استیون گرییدانوس، به این فیلم ۳ ستاره از ۴ ستاره امتیاز داد. او این فیلم را اینگونه توصیف می‌کند: «حماسه بی نظیر در مورد زندگی پولس تارسوس چیزی نیست که بسیاری بخواهند آن را ببینند، اما … در نوع خودش ارزشمند است.»

## جوایز
| جایزه                               | تاریخ برگزاری مراسم | دسته‌بندی                               | گیرنده‌ها                                                   | نتیجه    |
| ----------------------------------- | ------------------- | -------------------------------------- | ---------------------------------------------------------- | -------- |
| جوایز GMA Dove                      | ۱۷ اکتبر ۲۰۱۸       | فیلم الهام بخش سال                     | پولس، حواری مسیح                                           | نامزدشده |
| بیست و هفتمین جوایز سالانه فیلم‌سازی | ۸ فوریه ۲۰۱۹        | بهترین فیلم برای خانواده‌ها             | پولس، حواری مسیح                                           | نامزدشده |
| بیست و هفتمین جوایز سالانه فیلم‌سازی | ۸ فوریه ۲۰۱۹        | جایزه Epiphany برای فیلم الهام بخش‌ترین | پولس، حواری مسیح                                           | نامزدشده |
| بیست و هفتمین جوایز سالانه فیلم‌سازی | ۸ فوریه ۲۰۱۹        | جایزه گریس برای فیلم‌ها                 | جیم کاویزل و جیمز فاکنر برای ایفای نقش در پولس، حواری مسیح | برنده    |
| Plugged In Movie Awards 2019        | ۲۲ فوریه ۲۰۱۹       | بهترین فیلم مسیحی                      | پولس، حواری مسیح                                           | برنده    |